# Saint-Mariens
Saint-Mariens è un comune francese di 1 506 abitanti situato nel dipartimento della Gironda nella regione della Nuova Aquitania.

## Società

### Evoluzione demografica
Abitanti censiti